# Barta András (labdarúgó)
Barta András (Vécs, 1951. november 3. –) labdarúgó, középpályás.

## Pályafutása
1970 és 1974 között a Salgótarján labdarúgója volt. Az élvonalban 1970. május 24-én mutatkozott be a Szegedi EOL ellen, ahol csapata 2–0-s győzelmet aratott. Részese volt a Salgótarjáni BTC legnagyobb sikerének, az 1971–72-es bajnoki bronzérem megszerzésének. 1974-ben az Egerehez igazolt. 1979 és 1981 között a Debreceni MVSC játékosa volt. 1981 és 1982-ben ismét Egerben szerepelt. 1983 és 1984 között a Nyíregyházi VSSC csapatában játszott. Az élvonalban 99 bajnoki mérkőzésen szerepelt és 12 gólt szerzett. 1984 nyarán Füzesabonyba szerződött. 1985-től a Bélapátfalva játékosa lett.

## Sikerei, díjai
- Magyar bajnokság
  - 3.: 1971–72